# Francesco Corbelletti
Francesco Corbelletti, római könyvkiadó és nyomdász. Első kiadványát a katalógusok 1625-tel datálják, az utolsót pedig 1672-vel.
Számos jezsuita művet adott ki, sőt kiadványai nagy része jezsuita szerzőktől való vagy teológiai tárgyú. Nála jelent meg Silvester Petra Sancta, jezsuita szerzetes híres heraldikai műve is.  

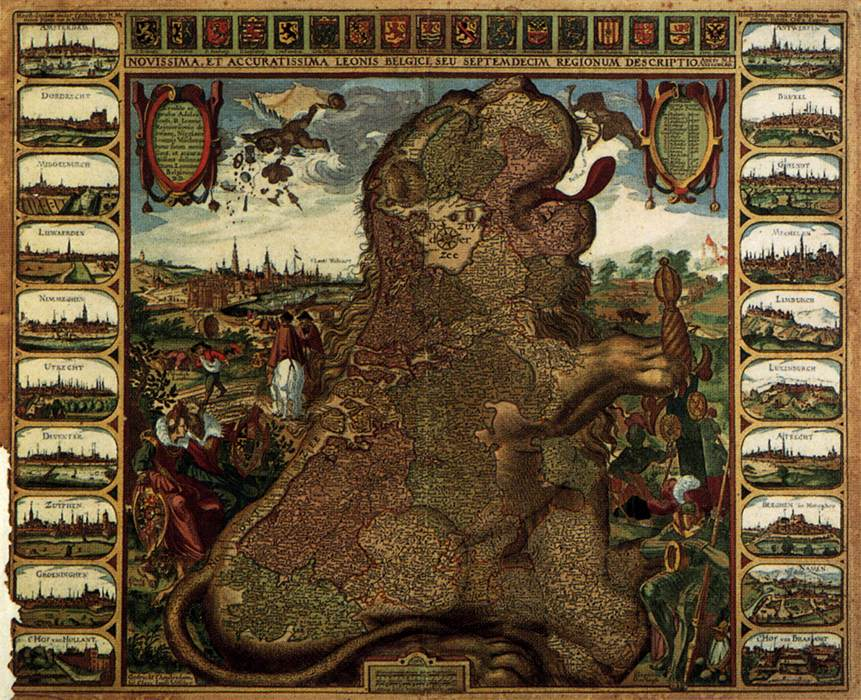
Leo Belgicus (1609), Claes Janszoon Visscher (1587-1652) színezett metszete, Museum Simon van Gijn, Dordrecht

A németalföldi szabadságharc miatt Corbelletti tájékozott volt az ottani eseményekről. Ő adta ki először (latinul) a népszerű De Bello Belgico… (Róma, 1632) című könyvet a spanyol és a németalföldi tartományok közti háborúról. A szerzője Famianus vagy Famiano Strada (Róma 1572 – Róma, 1649), jezsuita szerzetes, a római Collegium Romanum tanára. A mű spanyol- és katolikus párti volt. Több kiadása is ismert (Antverpiae, Cnobbarus, 1635, 1636, 1640; Amsterdam 1648; Párizs 1644; Mainz 1651; London 1667; holland nyelvű kiadásai: Ian. Cnobbaert, Antwerpen, 1645; Amsterdam, Nicolaes van Ravesteyn, 1646; Dordrecht, Iacobus Savry Iacob Braat, 1655 stb.). Híres a könyv címlapja, mely Belgium térképét oroszlán formájában (Leo Belgicus) ábrázolja.
Corbelletti nagyon hamar, már 1639-ben használatba vette Petra Sancta 1638-as vonalkázási rendszerét. Egy évvel korábban, 1637-ben szintén Corbelletti adta ki Petra Sancta művét VIII. Orbán pápa (1623-1644) temetési beszédével II. Ferdinánd császár (1619-1637) emlékére. (Pietrasanta, Silvestro, Oratio funebris … habita ad Urbanum VIII … dum iusta exequiarum Ferdinando II. austriaco electo imperatori persolverentur. Romae, typis F. Corbelletti, 1637)